# Augustin Ptáček
Augustin Ptáček (21. 2. 1903 Náchod – 27. 5. 1977 Náchod) byl český učitel, sbormistr a pěvec – tenor. Zpíval např. titulní roli ve Škroupově opeře Dráteník, v dvořákovském roce 1941 kompletní Biblické písně. Je známý především jako sbormistr náchodského pěveckého spolku Hron, který vedl mezi lety 1941 a 1976. Vytvořil a řídil i několik sborů dětských a studentských. Podstatnou část života byl také členem Smíšeného sboru českého učitelstva, kde zastupoval sbormistra Dr. Josefa Plavce.

## Život a dílo
Otec se nevrátil z první světové války, matka byla pak na celou rodinu sama, přesto nechala talentovaného syna vystudovat gymnázium. Na vysokoškolská studia prostředky nebyly, stal se tedy učitelem. Vědomostmi ještě v nejvyšším věku strčil mnohého do kapsy. Už jako student začal zpívat ve Hronu (1919), kam ho pozval tehdejší sbormistr učitel Gregora. Jako mladý učitel začínal v Hronově (1926), tam od roku 1927 řídil pěvecký sbor Dalibor, na začátku protektorátu byl však přeložen do rodného Náchoda, kde v roce 1941 stanul v čele pěveckého spolku Hron a řídil jej až téměř do smrti.
Augustin Ptáček našel pro vlastenecky laděný program Hronu přijatelná východiska nejen v době 2. světové války, ale i v době rušení spolků v roce 1951. Díky němu tedy Hron překonal jak období protektorátní, tak i ještě těžší léta padesátá bez přerušení činnosti. Těsně po konci 2. světové války, 19. 7. 1945 se podařilo A. Ptáčkovi zorganizovat koncert z díla J. B. Foerstera, na kterém byl skladatel osobně přítomen (byl v té době v lázních v Bělovsi). J. B. Foerster a také Dr. Josef Plavec se po tomto prvním kontaktu stali velmi váženými přáteli Hronu a samozřejmě i čestnými členy. Sbor pod vedením A. Ptáčka účinkoval v řadě soutěží a festivalů sborové hudby. Nejdůležitějším koncertem byl ten ke 100 letům sboru, který se uskutečnil 17. března 1962 ve spolupráci se sousedními sbory.
Augustin Ptáček je pohřben na Městském hřbitově v Náchodě, kde je umístěna i pamětní deska.